# Premi Miquel Martí i Pol de poesia (Roda de Ter)
|  | No s'ha de confondre amb altres premis, vegeu Premi Miquel Martí i Pol de poesia (desambiguació). |

El Premi Miquel Martí i Pol de poesia és un guardó literari de poesia en llengua catalana creat l'any 1985 per l'Ajuntament de Roda de Ter (Osona). Duu per nom l'escriptor local Miquel Martí i Pol com a mostra d'homenatge i reconeixement. El guardó forma part dels Premis Literaris de Roda de Ter i s'atorga anualment dins de les Jornades Miquel Martí i Pol que se celebren el cap de setmana després de l'11 de novembre, data de la mort de l'escriptor. A partir de 2017 el premi es convoca conjutament amb la Fundació Miquel Martí i Pol

## Guanyadors/es[1]
- 1985 Josep Vila i Teixidor, per Ventall per un estiu de somni
- 1986 Elias Mas Serra, per El camí de Legeu [nota 1]
- 1987 Montserrat Llorens i Baulenas, per Xardor d'agost [nota 2]
- 1988 Lluís Calvo i Guardiola, per Com de la nit al dia [nota 3]
- 1989 premi desert [nota 4]
- 1990 Montserrat Rodés i Carbonell, per Sal Mastegada [nota 5]
- 1991 Pep Rosanes i Creus, per L'ombra mutilada
- 1992 David Palomà, per Amb tot el blau del mar [nota 6] i Joan Mercader i Sunyer, per L'hora de plegar [nota 7] (ex aequo)
- 1993 Joan M. Perujo Melgar, per Fadat amant [nota 8]
- 1994 Miquel López Crespí, per Planures de sorra [nota 9] i Mercè Bassolas Barril, per Textura del temps (ex aequo)

- 1995 Jordina Nadal, per Victòria in Vitro
- 1996 Francesc Hilari Pané i Sans, per Hores d'olivera
- 1997 Joan Carles González Pujalte, per Xauen
- 1998 Jordi Parramon i Blasco, per El primer recull factici i Roser Guasch Bea, per L'Amistat de les pedres (ex aequo)
- 1999 Rafael Casanova i Estruch, per Baranes a la nit
- 2000 Daniel Nomen Recio, per Paper Mullat: picat, contrapicat i pla seqüencial
- 2001 Silvestre Vilaplana i Barnés, per El lent camí de l'heura
- 2002 Alba Sabaté Villagrasa, per El caliu de les pedres
- 2003 Isidre Julià Avellaneda, per El mar, la mar, l'home
- 2004 Miquel López Crespí, per Jocs de cartes i Amadeu Vidal i Bonafont, per Sol amb els déus (ex aequo)
- 2005 Joan Carles González Pujalte, per Dinou paisatges albes
- 2006 Albert Guiu Bagés, per De la mà de ma filla
- 2007 Josep Civit i Mateu, per Interior amb finestres
- 2008 Ricard Desola Mediavilla, per El do de la mirada i Glòria Forasté Giravent, per Si em despullés (ex aequo)
- 2009 Silvestre Vilaplana i Barnés, per Un altre silenci[3]
- 2010 Josep Fàbrega i Selva, per Natana[4]
- 2011 Jordi Pla i Planas, per Estén la mà, com l'aura s'entrelliga a l'herbei[5]
- 2012 Joan Mercader i Sunyer, per El final de la roda i Pere Suau i Palou, per Gust d'ametler o de lluna (ex aequo)[6]
- 2013 Joan Callau, per L'avís de l'àngel[7]
- 2014 Raimond Aguiló i Bartolomé, per Sobre el paper i Maria Teresa Reyner i Romaguera, per Calidoscopi (ex aequo)[8]
- 2015 Raquel Estrada, per Filles[9][10]
- 2016 Jordi Solà i Coll, per Ulls de glaç[11]
- 2017 Jaume Cases, per El dictat de l'agulla[12]
- 2018 Maria Dolors Coll Magrí per El còdol i els seus cercles[13]
- 2019 Oriol Prat i Altamira, per Dies hàbils
- 2020 Raquel Santanera, per Reina de rates. Crònica d’una època[14]
- 2021: Clara Ballart i Lladós, per L'aigua entre les coses[15]
- 2022: Anna Campillo Arrebola, per Udol i llop[16]
- 2023: Amanda Bassa i González, per Llavor